# Sida Košutić
Sida Košutić (Condado de Krapina-Zagorje, 1902 — Zagreb, 1965) foi uma escritora, poeta, contadora de histórias, jornalista, editora e ensaísta croata.
Frequentou a escola primária em sua cidade natal, Radoboj, um ginásio em Karlovac e Zagreb, onde estudou pedagogia. De 1939 a 1944, foi editora de jornais e, depois de 1945, trabalhou como revisora até sua aposentadoria em 1948. Ela é representada em antologias poéticas e em prosa da literatura croata contemporânea.
Ela é mais conhecida por sua trilogia S naših njiva ("Dos nossos campos"), coleção de poesia K svitanju (Ao amanhecer) e romances Mimoza sa smetljišta, Vrijeska, bem como coleções de histórias curtas Solsticij srca, Breza ("Bétula"), Priče et al.